# Площадь Николы Пашича
Площадь Николы Пашича (серб. Трг Николе Пашића) — одна из белградских площадей, расположена в центре города. 
Находится между площадью Теразие, Бульваром короля Александра и Дечанской улицей. Площадь является самой молодой в Белграде, она построена в 1953 году. Её строительство началось после Второй мировой войны, когда по решению городских властей были снесены старые здания и ограда здания Народной скупщины, а трамвайные пути были перенесены. Согласно существующему тогда проекту, эта часть города должна была стать закрытой для автотранспорта и превратиться в место прогулок жителей столицы.
Площадь названа в честь бывшего мэра города и главы правительства Королевства Сербов, Хорватов и Словенцев Николы Пашича. Первоначально площадь носила имя Площадь Маркса и Энгельса, однако в 1997 году городская Скупщина проголосовала за смену названия. Одновременно с этим были переименованы и окружающие улицы. Бульвар Революции стал Бульваром короля Александра, а Улица Моши Пияде стала Дечанской. Памятник Пашичу на площади воздвигнут в 1998 году.
Основная часть площади занята фонтанами, располагающимися перед Историческим музеем Сербии. Её остальные части поделены между пешеходной зоной и проезжей частью.

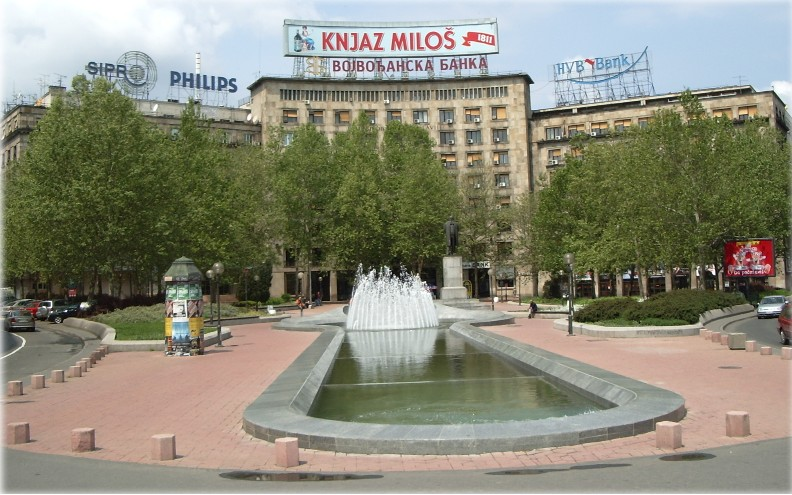
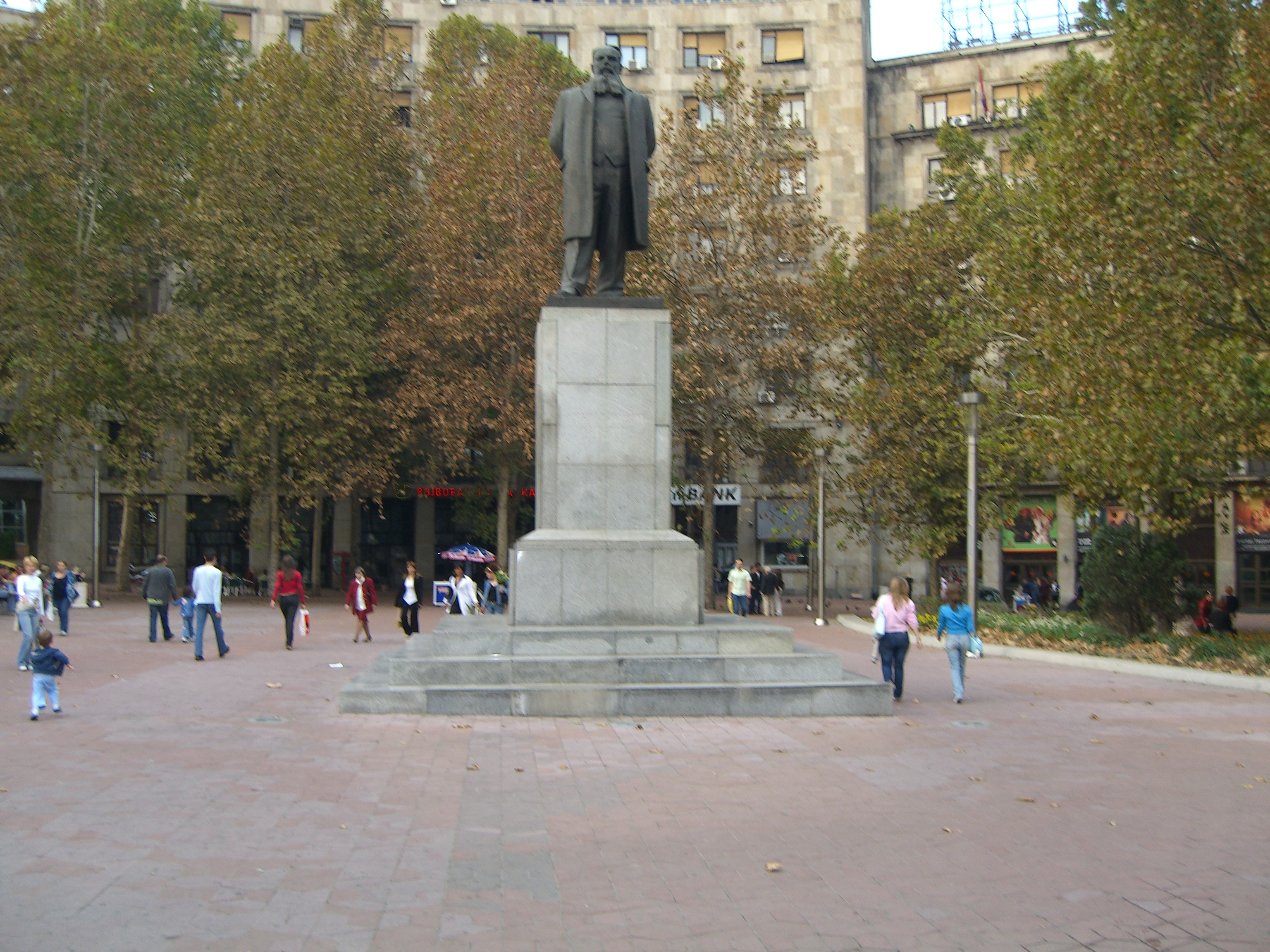
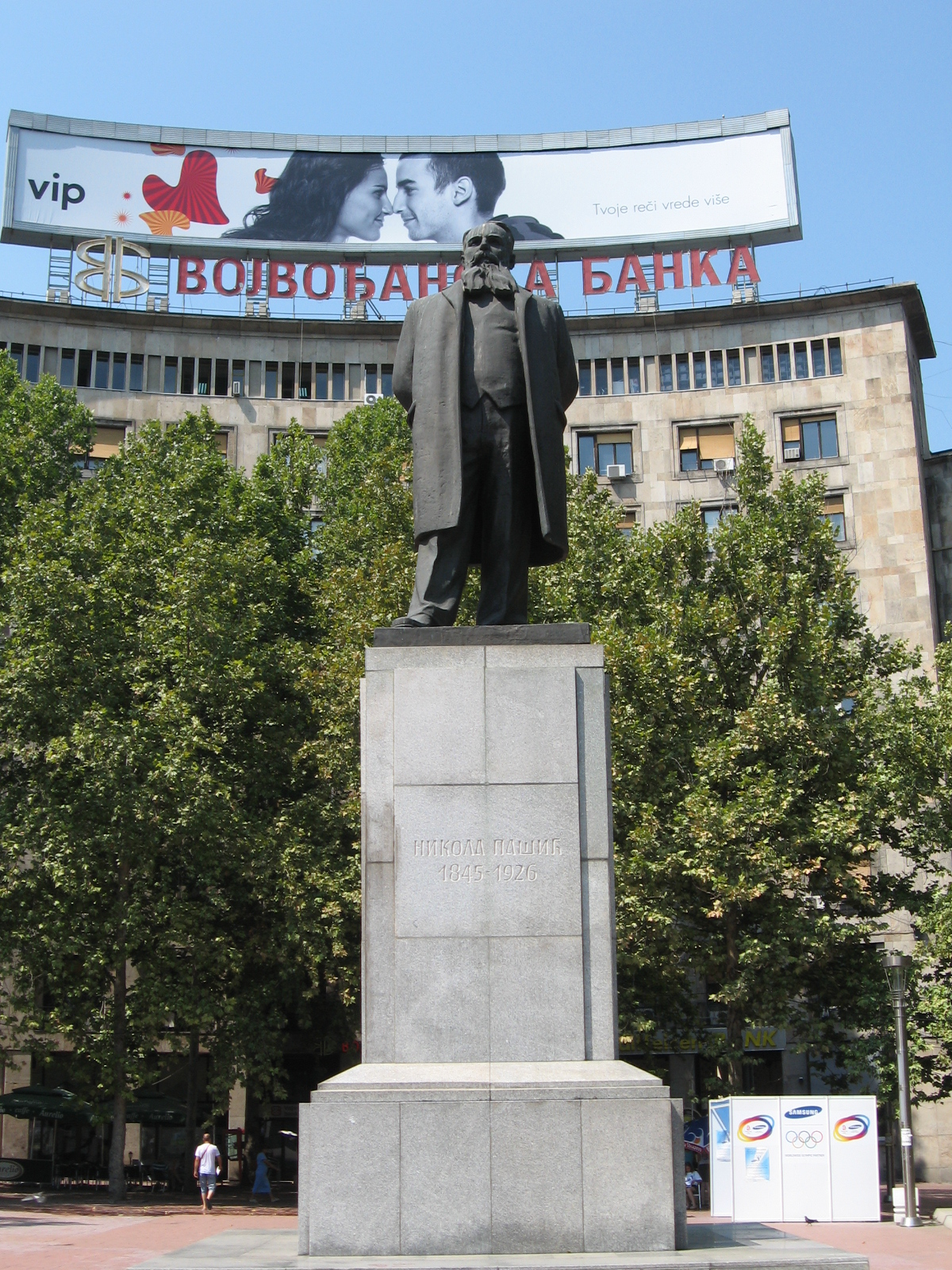
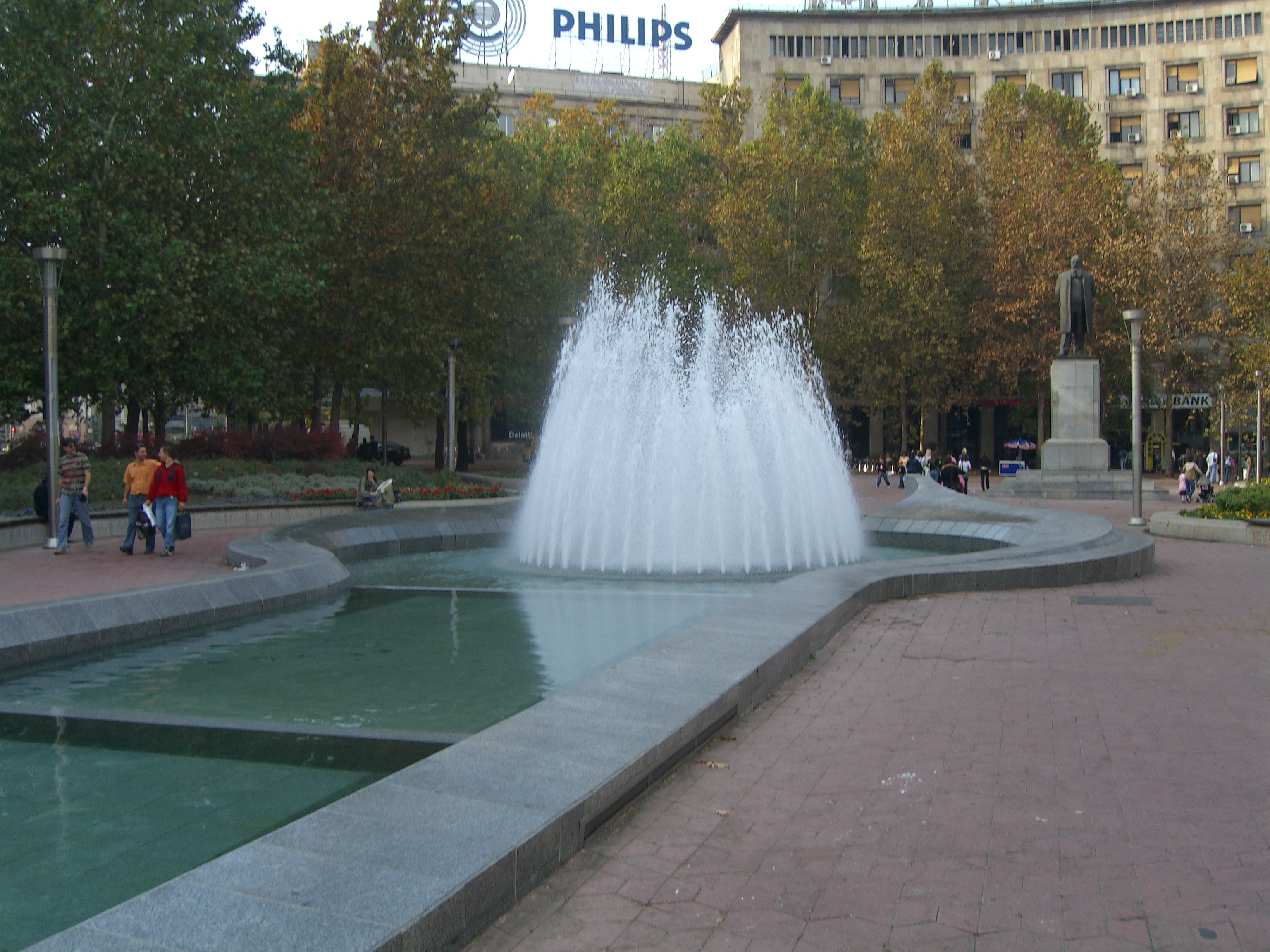
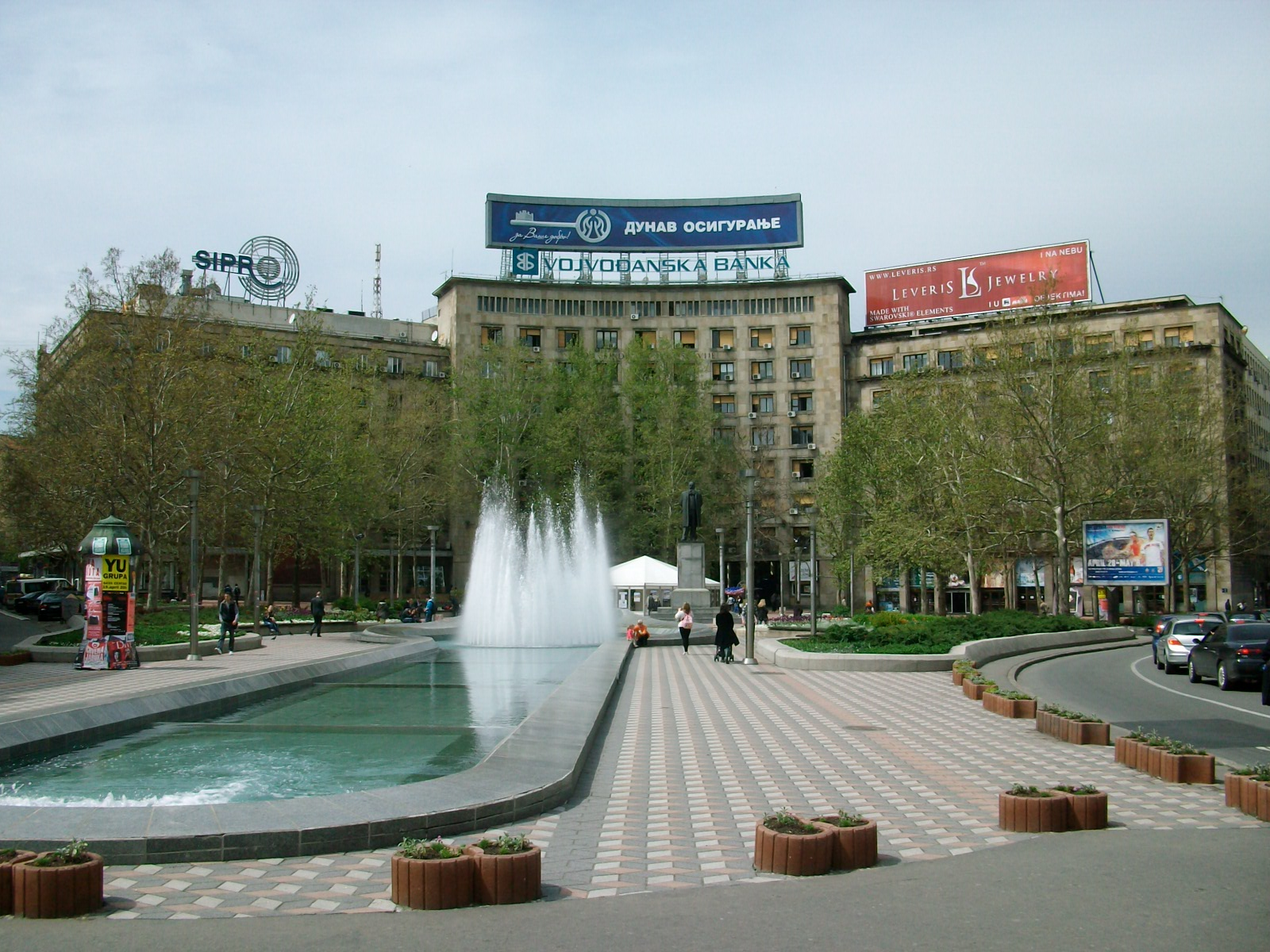